# The Colour of My Love
The Colour of My Love – trzeci anglojęzyczny studyjny album Céline Dion, wydany 9 listopada 1993 roku w Ameryce Północnej i 2 grudnia 1993 w Japonii. W innych częściach świata płyta ukazała się w 1994 roku.
Dzięki temu albumowi Céline Dion jeszcze bardziej umocniła swoją pozycję na anglojęzycznym rynku muzycznym. Piosenkarka podjęła współpracę z producentami którzy odpowiadali za jej poprzednie albumy Unison oraz Celine Dion. Do pracy nad krążkiem zaangażowano także kilka nowych osób. Z albumu wydano aż 6 komercyjnych singli. Największą popularnością cieszył się cover utworu Jennifer Rush The Power of Love, który stał się pierwszym numerem 1 piosenkarki w Stanach Zjednoczonych. Utwór stał się przebojem także w innych częściach świata. W Wielkiej Brytanii oraz Irlandii na początku 1994 roku ogromnym przebojem stał się utwór Think Twice, który przez blisko 2 miesiące nie schodził tam z czołowych miejsc list przebojów. Piosenka cieszyła się sporą popularnością w innych częściach Europy a także w Australii. Z albumu pochodzi także kompozycja When I Fall In Love, która była zarazem motywem przewodnim filmu Sleepless in Seattle (Bezsenność w Seattle). Poza Stanami Zjednoczonymi na albumie umieszczono bonusowy utwór Just Walk Away, który wydano jako singel promocyjny w Hiszpanii. 21 października 1995 w Japonii album wydano ponownie z dodatkowym utworem To Love You More, który stał się tam wielkim hitem. Dzięki When I Fall In Love oraz The Power of Love piosenkarka dostała dwie nominacje do nagrody Grammy. Została także obsypana m.in. nagroadami Juno Awards, Félix Awards czy World Music Awards. W Kanadzie oraz Japonii album pokrył się diamentem, w Stanach Zjednoczonych sześciokrotną platyną, natomiast w Europie poczwórną platyną. Łącznie w ciągu 15 lat od premiery album sprzedał się na całym świecie w ilości ponad 15 milionów egzemplarzy.

## Lista utworów
| #                                                      | Tytuł                                    | Autorzy                                                            | Czas trwania |
| ------------------------------------------------------ | ---------------------------------------- | ------------------------------------------------------------------ | ------------ |
| 1.                                                     | The Power of Love                        | Candy De Rouge, Gunther Mende, Mary Susan Applegate, Jennifer Rush | 5:43         |
| 2.                                                     | Misled                                   | Jimmy Bralower, Peter Zizzo                                        | 3:30         |
| 3.                                                     | Think Twice                              | Andy Hill, Pete Sinfield                                           | 4:47         |
| 4.                                                     | Only One Road                            | Peter Zizzo                                                        | 4:49         |
| 5.                                                     | Everybody's Talkin' My Baby Down         | Arnie Roman, Russ DeSalvo                                          | 4:01         |
| 6.                                                     | Next Plane Out                           | Diane Warren                                                       | 4:59         |
| 7.                                                     | Real Emotion                             | Diane Warren                                                       | 4:26         |
| 8.                                                     | When I Fall in Love (with Clive Griffin) | Edward Heyman, Victor Young                                        | 4:20         |
| 9.                                                     | Love Doesn't Ask Why                     | Phil Galdston, Barry Mann, Cynthia Weil                            | 4:08         |
| 10.                                                    | Refuse to Dance                          | Charlie Dore, Danny Schagger                                       | 3:33         |
| 11.                                                    | I Remember L.A.                          | Tony Calton, Richard World                                         | 4:22         |
| 12.                                                    | No Living Without Loving You             | Diane Warren                                                       | 4:23         |
| 13.                                                    | Lovin' Proof                             | Diane Warren                                                       | 4:12         |
| 14.                                                    | The Colour of My Love                    | David Foster, Arthur Janov                                         | 3:25         |
| Utwór bonusowy poza USA                                |                                          |                                                                    |              |
| 15.                                                    | Just Walk Away                           | Albert Hammond, Marti Sharron                                      | 4:58         |
| Utwór bonusowy na japońskiej limitowanej edycji albumu |                                          |                                                                    |              |
| 16.                                                    | To Love You More                         | David Foster, Junior Miles                                         | 5:28         |

## Certyfikaty i sprzedaż
| Kraj              | Certyfikat          | Sprzedaż  | Najwyższa pozycja |
| ----------------- | ------------------- | --------- | ----------------- |
| Australia         | 8 x platynowa płyta | 560 000   | 1(8)              |
| Austria           | złota płyta         | 30 000    | 18                |
| Belgia (Flandria) | 2 x platynowa płyta | 100 000   | 1(4)              |
| Belgia (Walonia)  | -                   | -         | 13                |
| Dania             | -                   | 115 000   | -                 |
| Europa            | 4 x platynowa płyta | 5 000 000 | -                 |
| Finlandia         | złota płyta         | 40 000    | 7                 |
| Francja           | platynowa płyta     | 300 000   | 7                 |
| Grecja            | -                   | 30 000    | 1                 |
| Hiszpania         | platynowa płyta     | 151 000   | 7                 |
| Holandia          | 3 x platynowa płyta | 300 000   | 2                 |
| Irlandia          | -                   | 78 000    | 1(4)              |
| Japonia           | diamentowa płyta    | 1 000 000 | 7                 |
| Kanada            | diamentowa płyta    | 1 800 000 | 1(6)              |
| Meksyk            | -                   | 150 000   | -                 |
| Niemcy            | złota płyta         | 300 000   | 16                |
| Norwegia          | 3 x platynowa płyta | 170 000   | 1(10)             |
| Nowa Zelandia     | 6 x platynowa płyta | 90 000    | 2                 |
| Polska            | -                   | 30 000    | -                 |
| Portugalia        | -                   | 51 000    | -                 |
| Stany Zjednoczone | 6 x platynowa płyta | 6 000 000 | 4                 |
| Szwajcaria        | platynowa płyta     | 55 000    | 9                 |
| Szwecja           | platynowa płyta     | 100 000   | 4                 |
| Wielka Brytania   | 5 x platynowa płyta | 2 000 000 | 1(7)              |
| Włochy            | platynowa płyta     | 150 000   | -                 |